# 마리오 시갈리

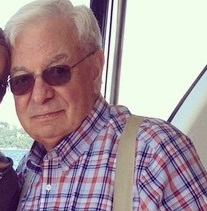

마리오 아놀드 시갈리(Mario Arnold Segale, 1934년 4월 30일 ~ 2018년 10월 27일)는 미국의 사업가이자 부동산업자이다.
닌텐도 미국 지사 건물의 건물주를 맡았다. 본디 닌텐도는 화투, 장기, 바둑을 만들던 회사로, 게임개발은 부업으로 하던 회사였다. 닌텐도가 《동키콩》을 출시할 당시 닌텐도는 매출이 적어 미국 지사 건물의 임대료가 밀렸는데 이에 시갈리가 닌텐도에 항의를 하러 갔다가 닌텐도 직원들에 의해 《동키콩》의 플레이어 캐릭터에게 마리오라는 이름을 지어주게 된다. 이 캐릭터는 '마리오'라는 이름을 얻기 전에는 그냥 점프맨이라 불렸다. 이후 닌텐도는 이렇게 마리오라는 이름을 얻은 점프맨을 주인공으로 한 슈퍼 마리오 시리즈에 전력투구하게 되었고 이후 슈퍼 마리오브라더스 3가 전세계적인 베스트 셀러 게임이 되었다.

## 생애
이탈리아계 미국인으로 태어나 고등학교를 졸업하자마자 아르바이트를 해서 번 돈으로 트럭 1대를 사다가 건설회사를 차려서 맨 몸으로 굴러가며 그 건설회사를 키웠다. 사업이 크게 성공하자 건설회사를 매각한 뒤 다시 부동산 회사를 차려서 막대한 돈을 벌어들였다. 부동산 회사 역시 엄청나게 성공해서 워싱턴주 일대의 상당수의 건물을 보유하게 되었고 수 많은 기업들이 마리오 시갈리의 건물에 세들어살게 되었다.
이 인물이 전설이 된 것은 그 많은 기업 중에 닌텐도가 있었기 때문이었다.

## 사망
시갈리는 2018년 10월 27일 워싱턴주 투퀼라의 자신의 집에서 84세의 나이로 사망하였으며, 사인은 공개되지 않았다.

## 가족
슬하에 1남 3녀와 9명의 손주를 두었다.